# Something to Remember
Something to Remember é uma coletâneação da cantora estadunidense Madonna, lançada em 2 de novembro de 1995 pela Maverick Records. O álbum foi concebido após um período altamente controverso na carreira de Madonna, durante o qual muitos críticos especularam que sua carreira estava em declínio. A coletânea de baladas apresentou uma imagem mais suave da cantora e inclui uma versão retrabalhada de "Love Don't Live Here Anymore" bem como três faixas inéditas: "You'll See", "One More Chance" e um cover de "I Want You", originalmente interpretada por Marvin Gaye. As canções "I'll Remember" e "This Used to Be My Playground" também foram incluídas, marcando a primeira vez que essas canções foram disponibilizadas em um álbum de Madonna.
Para produzir as canções inéditas do álbum, Madonna trabalhou com David Foster e Nellee Hooper. Ela afirmou que o conceito do álbum era fazer com que os fãs e críticos lembrassem de seu talento musical, e não de sua polêmicas na mídia. Something to Remember foi bem recebida pelos críticos musicais, os quais ficaram impressionados pelos vocais de Madonna e a coesão da coletânea. Também foi um sucesso comercial, atingindo o topo das tabelas na Austrália, Áustria, Finlândia, Itália e Singapura, e o top dez nos demais território. Nos Estados Unidos, alcançou a sexta posição da Billboard 200 e recebeu o certificado de platina tripla pela Recording Industry Association of America (RIAA). Mundialmente, Something to Remember vendeu mais de dez milhões de cópias mundialmente.
Quatro singles e um single promocional foram lançados para promover o álbum. Originalmente planejada para ser o carro-chefe, "I Want You" foi lançada como single promocional precedendo a coletânea, com o videoclipe dirigido por Earle Sebastian. "You'll See" foi lançada como primeiro single do álbum em 23 de outubro de 1995, acompanhada de sua versão em espanhol, intitulada "Verás", e um videoclipe dirigido por Michael Haussman. A canção conquistou a sexta posição da Billboard Hot 100, ao passo que alcançou o top cinco na Áustria, Canadá, Finlândia, Itália e Reino Unido. "Oh Father", "One More Chance" e "Love Don't Live Here Anymore" foram lançadas como singles subsequentes, mas obtiveram pouco desempenho comercial; o último recebeu um videoclipe dirigido por Jean-Baptiste Mondino.

## Antecedentes
"Muitas controvérsias estiveram relacionadas à minha carreira na década passada e muito pouca atenção voltou-se à minha música. As músicas ficaram completamente esquecidas. Embora eu não tenha arrependimentos sobre as escolhas que fiz artisticamente, eu aprendi a gostar da ideia de fazer coisas de uma maneira mais simples. Assim, sem muita fanfarra, sem distrações, eu apresento a vocês esta coleção de baladas. Algumas são antigas, outras são novas. Todas elas são de coração."

—Madonna, sobre Something to Remember.
Depois de um período controverso em sua carreira, a vida pessoal de Madonna começou a dominar sua carreira musical. "Ela sabia que era hora de mudar", disse um membro anônimo da sua equipe, que afirmou que ela queria provar que havia mais dela do que o constante cerco da mídia em torno dela. J. Randy Taraborrelli, autor de Madonna: An Intimate Biography, observou que Madonna havia anteriormente afirmado que muitas de suas canções haviam sido negligenciadas em resposta às tendências da época, com seu amigo de longa data e produtor Mirwais Ahmadzaï afirmando que "ela não mostrava suas habilidades musicais". Taraborrelli explicou "Então, Madonna lançou Something to Remember, uma coleção de suas canções de amor lançadas anteriormente, pois ela tinha algo a provar ou simplesmente para manter uma obrigação contratual [e] o álbum de quatorze faixas fez um comunicado". Descrita como uma "carta de amor de Madonna para seus fãs e amantes da música", a compilação parecia mostrar seu talento musical, com Madonna comentando "...E estas são apenas minhas baladas".
Durante seu desenvolvimento, Madonna trabalhou com produtores como Massive Attack e Page Richard e David Foster, conhecido por seus trabalhos com vários artistas como Barbra Streisand, Al Jarreau e Earth, Wind & Fire. A capa do álbum mostra Madonna "deliciosamente cosmopolita" usando um apertado traje branco, encostada em uma parede com uma expressão de "perda romântica ou absorção", enquanto a foto da contra capa mostra uma Madonna mais alegre. Como o álbum iria apelar para um público mais adulto em contraste com seus álbuns anteriores, Bedtime Stories e Erotica, o encarte contou com rosas vermelhas e uma flor dourada na capa traseira, nas primeiras edições do álbum. O título do álbum deriva da canção de Madonna com o mesmo nome, incluída na trilha sonora do filme Dick Tracy, I'm Breathless. Esta faixa, produzida por Patrick Leonard, foi escolhida como o título do álbum, pois havia recebido pouca atenção na época do lançamento da trilha sonora.

## Composição

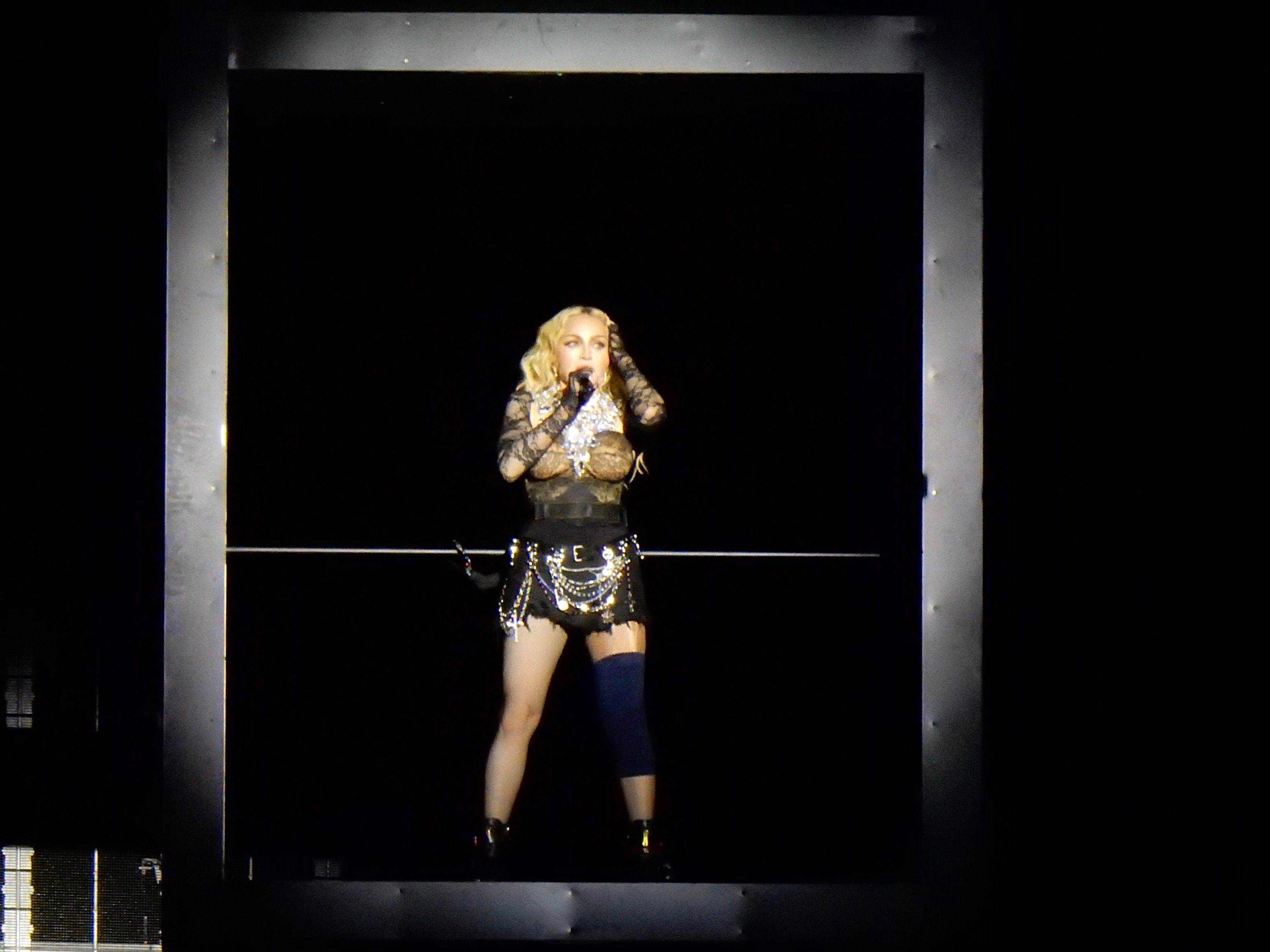
Madonna apresentando "Live to Tell" na The Celebration Tour. A canção é uma de suas canções antigas a serem incluídas em Something to Remember.

A primeira faixa escolhida para ser incluída na compilação foi "Love Don't Live Here Anymore"; a faixa remixada por David Reitzas apresenta os vocais de Madonna "fracos" e "inexperientes", devido à natureza "agressiva" da faixa. A versão remixada em 1995 é bem diferente da versão de 1984. Ela começa com o som de violinos e Uilleann pipes, seguido pelo primeiro verso. Durante a progressão da música, o som do violino se desvanece e os sons de bateria começam, enquanto o piano é tocado junto com ela. Quando o refrão é cantado pela terceira vez, um bumbo também é adicionado. O violino novamente desaparece quando Madonna canta "Através dos moinhos de vento do meu olho, todos podem ver a solidão dentro de mim". Perto do final, ela pronuncia o refrão várias vezes, dando ênfase à palavra "anymore" e à frase "live here anymore". A faixa termina com os Uilleann pipes desaparecendo. A segunda faixa, nunca incluída em um álbum de Madonna, "I'll Remember", foi escrita por ela, Patrick Leonard e Richard Page. A música se tornou o tema do filme With Honors, com acordes "inteligentes" e "grande emoção". Ela foi comparada à outra música de Madonna, "Live to Tell". Escrita no estilo AOR do final dos anos 1970 usado por artistas como Foreigner, porém sem tanto ênfase em arranjos de cordas, apresenta música dance lenta e batidas soul. A seção de sintetizador e teclado toma o lugar do que seria tradicionalmente uma seção de guitarra neste tipo de faixa com uma mudança de acordes no início da faixa. Vocais de apoio começam em versos posteriores da canção e liricamente Madonna pensa em voltar para um antigo namorado, com a voz de Madonna sendo um fundo para a instrumental. Madonna se pronunciou sobre seus sentimentos em relação às suas músicas na época do lançamento do álbum:

"Eu acho que a maioria das vezes que meus álbuns são lançados, as pessoas estão muito distraídas por tanta fanfarra e controvérsia e ninguém acaba prestando atenção nas próprias músicas. [...] Eu não consigo descrever quão dolorosa é a ideia de cantar 'Like a Virgin' ou 'Material Girl' agora. Eu não escrevi estas músicas e não consigo mais engoli-las. Eu também me sinto mais conectada emocionalmente à música que escrevo agora, e acaba sendo mais que um prazer fazê-las."

A sexta faixa, "This Used to Be My Playground", lançada em 1992 e usada nos créditos finais do filme A League of Their Own, é uma adição inédita a um álbum de Madonna. Começando com o som de um teclado, a faixa também tem uma sessão com cordas. Como fez em seu álbum Like a Prayer, a faixa explora a infância de Madonna quando fica entre o passado e seguir em frente, e acaba concluindo que ir em frente não é uma boa opção. Com vocais expressivos, vozes de apoio entram no segundo verso e a faixa conclui-se com um acorde orquestral. A estrutura da canção é perfeita, onde o fluxo de coro e verso em si. Something to Remember consiste nas baladas mais importantes de Madonna. A seleção musical cria uma atmosfera suave, a música é pessimista e "emocionalmente introvertida" com vibrações suaves. O álbum é composto por singles lançados anteriormente, dos quais nenhum foi caracterizado em um álbum de Madonna e três faixas totalmente novas. O maior destaque do álbum é a voz de Madonna, em uma tentativa de desviar a atenção de seus álbuns anteriores, Erotica e Bedtime Stories, que foram alvos de controvérsia.

### Novo material

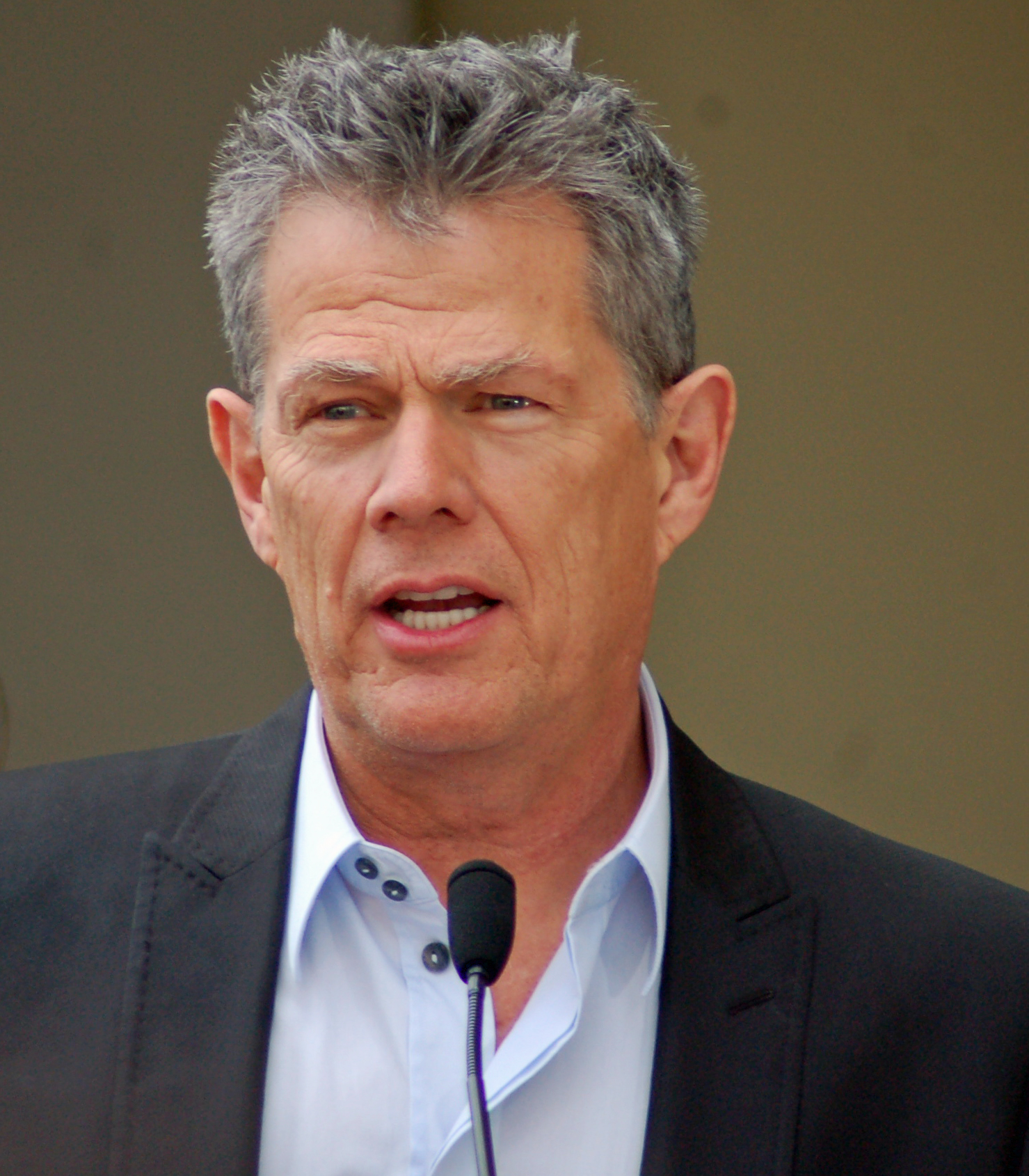
David Foster foi escolhido para co-escrever e co-produzir novas músicas para o álbum.

Para o álbum, Madonna regravou a faixa de Marvin Gaye, "I Want You". Produzida por Nellee Hooper, em contraste com a versão "elaborada" de Gaye, a música é baseada apenas nos vocais de Madonna e a batida produzida por Massive Attack. A canção começa com uma longa introdução com uma batida hip-hop, com ênfase na a seção de baixo do instrumental ao lado de uma figura corda semi-tonal. O segundo verso apresenta uma harpa e um som repetido de bateria acompanhado com um som parecido com o de um telefone. Os vocais de Madonna às vezes são acompanhados por passagens faladas com seus vocais dominando a faixa, com letras discutindo um homem que não a quer mais, enquanto Madonna está determinada a mudar seu pensamento. Uma versão alternativa para "I Want You" chamada de "Orchestral Mix" foi lançada, o som de bateria da canção original, baixo e percussão são removidos da música. A versão começa mais lenta, com os vocais de Madonna entrando com as cordas e a linha de baixo menores, e mais arranjos de cordas gradualmente são adicionados com harpa e metais no pano de fundo. No final da canção ouve-se a voz de Madonna, sem acompanhamento, criando um tema "dramático" e, em geral a versão apresenta cerca de 20 segundos a menos que a regravação original.
Além dessas faixas, duas novas baladas foram incluídas, "You'll See" e "One More Chance" foram ambas escritas por Madonna e pelo músico David Foster. "You'll See" é uma música de frequência baixa com sinos tibetanos e tons de guitarra espanhola. Os acordes mudam suas progressões para dar predominância dos vocais de Madonna na canção, e depois de um minuto a percussão começa com uma guitarra tremolo adicionada mais tarde. Sintetizadores de cordas e tambores constituem o segundo verso. Madonna foi perguntada se a faixa era sobre vingança e ela negou respondendo que era "sobre capacitar-se". Liricamente, a música fala de independência após o fim de um caso de amor afirmando que Madonna fará coisas maiores. A outra nova canção, "One More Chance" tem uma introdução com violão e várias mudanças de acordes. Liricamente, a música é sobre Madonna tentando recuperar um amor perdido, enquanto seus vocais são mais fracos do que os outros apresentados no álbum e possui uma harmonia com sua voz e guitarra acústica em uma parte.

## Recepção crítica
| Críticas profissionais | Críticas profissionais |
| Avaliações da crítica  | Avaliações da crítica  |
| Fonte                  | Avaliação              |
| ---------------------- | ---------------------- |
| Allmusic               | [ 11 ]                 |
| Robert Christgau       | (negativa)             |
| Entertainment Weekly   | (A)                    |
| Billboard              | (Positiva)             |
| USA Today              | [ 15 ]                 |

Criticamente, as resenhas para o álbum foram geralmente positivas. Stephen Thomas Erlewine do Allmusic deu uma crítica positiva, elogiando os vocais de Madonna e dizendo: "Ao longo do álbum, Madonna prova que ela é uma cantora incrível cuja voz melhorou ao passar dos anos" e também disse que o álbum foi bem compilado: "Nenhuma das canções é de segunda classe, e as melhores em Something to Remember também estão entre as melhores músicas pop dos anos 1980 e 1990". A revista americana Billboard respondeu bem ao álbum dizendo que Something to Remember é "um exercício de levantamento [...] o material pensativo do álbum cumpriu o impulso sincero que lançou sua carreira notável". Edna Gundersen do USA Today disse que "longe de seus mais conhecidos sucessos dance, esta compilação de baladas best-sellers ostenta os menos escaldantes, embora igualmente galvanizados destaques de sua carreira". Ken Tucker da Entertainment Weekly deu ao álbum uma resenha positiva concluindo que a "Garota materialista não perdeu seu toque" e explicou que "ao colocar suas maiores baladas em um novo contexto - ou seja, separado da mais notada música dance - Madonna as revigora, e é o melhor que uma boa compilação pode fazer. As três novas músicas "You'll See", "One More Chance", e uma versão maravilhosamente misteriosa "I Want You" de Marvin Gaye são tentações de consumo que apenas adicionam fascinação".
Rikky Rooksby, autor do The Complete Guide to the Music of Madonna disse que "no álbum faltam os temas sexuais dos álbuns anteriores", adicionando: "Você pode tocá-lo tarde da noite ou numa manhã de domingo e não estragar suas vibrações suaves". J. Randy Taraborrelli, autor de Madonna: An Intimate Biography, observou que as faixas produzidas por David Foster eram os destaques do álbum e disse que "era interessante que, com todas suas animadoras habilidade musical que se extrai, ele e Madonna trouxeram duas das maiores músicas sombrias que ela já gravou -  mas este é o ponto da colaboração; nunca se sabe o que vem". Mark Bego em seu livro Madonna: Blonde Ambition, disse que o Something to Remember era um belo álbum, agraciado com um forte sentimento de união no âmbito de baladas e também disse que foi uma espécie de um álbum de cruzamento pata Madonna e uma oportunidade para refletir sobre sua carreira e rever algumas de suas músicas que fizeram dela uma lenda. Alwyn W. Turner no livro The Rough Guide to Rock disse que a coletânea apresentou as melhores faixas mais lentas de Madonna e complementou dizendo "quem teria pensado que a [cantora] arrogante um pouco agressiva que fez sua trajetória com "Holiday" se tornaria em tal cantora madura e sofisticada? Bem, ela pensou, provavelmente, mas em algumas dessas músicas mais lentas ela ainda parece que ela pode ocasionalmente entreter o estranho momento de insegurança".

## Singles

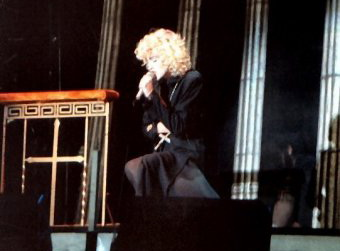
Madonna performing a medley of "Live to Tell" and "Oh Father" during the Blond Ambition World Tour in 1990

"You'll See" foi lançada como primeiro single do álbum em 30 de outubro de 1995, recebendo críticas positivas. A canção alcançou a sexta posição da Billboard Hot 100, tornando Madonna um dos três artistas na história da parada a ter um single em cada posição da primeira a décima, ao lado de Aretha Franklin e Marvin Gaye. Em outros países, "You'll See" também foi bem sucedida comercialmente, alcançando as cinco primeiras posições na Áustria, Canadá, Finlândia, Itália e Reino Unido. De acordo com a Official Charts Company, "You'll See" é o vigésimo single mais vendido de Madonna no país com mais de 305.000 cópias físicas comercializadas. O segundo single, "One More Chance", também foi bem recebida pela crítica, e não foi comercializada nos Estados Unidos, alcançando a segunda posição na Itália e a décima primeira no Reino Unido.
"Love Don't Live Here Anymore" foi lançado como o single final na maioria dos países em 19 de março de 1996. Recebendo críticas favoráveis, foi remixada em vários formatos. SoulShock & Karlin a remixaram em estilo R&B enquanto Marcus Schulz criou um remix house. Estes remixes foram lançados em formatos de 12" e em CD single em 6 de maio de 1996. Alcançou a posição 78 nos Estados Unidos, e ficou entre as 30 mais tocadas na Austrália e Canadá. "I Want You" seria lançada como primeiro single do álbum, mas devido a problemas legais com a detentora dos direitos Motown Records, "You'll See" foi rapidamente lançada em seu lugar. Um vídeo foi dirigido por Earle Sebastian e lançado em 2 de outubro de 1995, e foi incluído na coletânea Celebration: The Video Collection, lançada em 2009. "Oh Father" foi um single promocional na Europa. Alcançou a posição 16 no Reino Unido e a sexta na Itália.

## Alinhamento de Faixas
| Something to Remember – Edição padrão |                                                |                                      |                                |         |  |
| N.º                                   | Título                                         | Compositor(es)                       | Produtor(es)                   | Duração |  |
| 1.                                    | "I Want You" (com Massive Attack)              | Leon Ware T-Boy Ross                 | Nellee Hooper                  | 6:23    |  |
| 2.                                    | "I'll Remember" (Tema do Filme With Honors)    | Madonna Patrick Leonard Richard Page | Madonna Leonard                | 4:22    |  |
| 3.                                    | "Take a Bow"                                   | Babyface Madonna                     | Babyface Madonna               | 5:21    |  |
| 4.                                    | "You'll See"                                   | Madonna David Foster                 | Madonna Foster                 | 4:38    |  |
| 5.                                    | "Crazy for You"                                | John Bettis Jon Lind                 | John "Jellybean" Benitez       | 4:02    |  |
| 6.                                    | "This Used to Be My Playground"                | Madonna Shep Pettibone               | Madonna Pettibone              | 5:08    |  |
| 7.                                    | "Live to Tell"                                 | Madonna Leonard                      | Madonna Leonard                | 5:51    |  |
| 8.                                    | "Love Don't Live Here Anymore" (Remix)         | Miles Gregory                        | Nile Rodgers David Reitzas [a] | 4:53    |  |
| 9.                                    | "Something to Remember"                        | Madonna Leonard                      | Madonna Leonard                | 5:02    |  |
| 10.                                   | "Forbidden Love"                               | Babyface Madonna                     | Hooper Madonna                 | 4:08    |  |
| 11.                                   | "One More Chance"                              | Madonna Foster                       | Madonna Foster                 | 4:27    |  |
| 12.                                   | "Rain"                                         | Madonna Pettibone                    | Madonna Pettibone              | 5:24    |  |
| 13.                                   | "Oh Father"                                    | Madonna Leonard                      | Madonna Leonard                | 4:57    |  |
| 14.                                   | "I Want You" (Orquestral) (com Massive Attack) |                                      | Hooper                         | 6:04    |  |
| Duração total:                        | Duração total:                                 | Duração total:                       | Duração total:                 | 1:11:08 |  |

| Something to Remember – edição hispano-americana (faixa bônus) |                                              |                             |                |         |  |
| N.º                                                            | Título                                       | Compositor(es)              | Produtor(es)   | Duração |  |
| 15.                                                            | "Verás" (Versão em espanhol de "You'll See") | Madonna Foster Paz Martinez | Madonna Foster | 4:21    |  |
| Duração total:                                                 | Duração total:                               | Duração total:              | Duração total: | 1:15:29 |  |

| Best of Madonna: Ballad Collection – edição japonesa (faixa bônus) |                  |                               |                 |         |  |
| N.º                                                                | Título           | Compositor(es)                | Produtor(es)    | Duração |  |
| 15.                                                                | "La Isla Bonita" | Madonna Leonard Bruce Gaitsch | Madonna Leonard | 4:02    |  |
| Duração total:                                                     | Duração total:   | Duração total:                | Duração total:  | 1:15:10 |  |

Notas
- ↑a  significa um remixador

## Créditos
Créditos adaptados das notas principais do álbum.
- Madonna – produtor, arranjador, vocal
- Babyface – produtor
- Dean Chamberlain – fotografia
- Felipe Elgueta – assistente, engenheiro assistente, assistente de mixagem
- David Foster –  produtor, arranjador, teclados
- Simon Franglen –  programação, synclavier
- Nellee Hooper – produtor
- Jellybean – produtor
- Suzie Katayama – violoncelo
- Patrick Leonard – produtor
- Massive Attack – artista convidado
- Rob Mounsey – arranjador
- Jan Mullaney – teclados
- Dean Parks – violão
- Shep Pettibone –  produtor
- Dave Reitzas – produtor, engenheiro, mixagem
- Ronnie Rivera – assistente, engenheiro assistente, assistente de mixagem
- Nile Rodgers – produtor
- Greg Ross – direção de arte , design
- Mario Testino – fotografia
- Michael Thompson – guitarra elétrica
- Michael Hart Thompson – guitarra elétrica

## Desempenho comercial
| |  |  |
| Madonna interpretando "Crazy for You" durante a Re-Invention World Tour de 2004 (à esquerda) e "Love Don't Live Here Anymore" na Confessions Tour de 2006 (à direita). Ambas as músicas foram incluídas em Something to Remember. |  |  |

Após seu lançamento, Something to Remember obteve uma boa recepção comercial no mundo. Nos Estados Unidos, ele estreou e alcançou o sexto lugar na lista oficial da Billboard 200 em 25 de novembro de 1995; permaneceram no total de 34 semanas e em 3 de Outubro de 2000, a Recording Industry Association of America (RIAA) o certificou com três vezes platina pela venda de três milhões de unidades. Na tabela anual de 1996, alcançou o número 36. No Canadá, entrou na segunda contagem de RPM na edição de 20 de novembro de 1995; ocupou as dez primeiras posições por oito semanas consecutivas antes de cair para a 12ª posição em 29 de janeiro do ano seguinte. No total, foi de 26 semanas e a organização Music Canada (MC), conferido dupla platina, depois de superar as vendas de 200,000 cópias, e pelo final do ano, obteve o número 91. Em Territórios latino-americanos, Something to Remember obteve resultados favoráveis; na Argentina, ocupou o terceiro e sexto lugar, respectivamente, E neste último país, foi certificado de platina pela Cámara Argentina de Productores de Fonogramas y Videogramas (CAPIF), depois de comercializar 60,000 cópias. Por outro lado, no Brasil e no México, apesar de não ter entrado nas tabelas correspondentes, recebeu certificação de ouro e platina por ter excedido 100,000 e 250,000 cópias, respectivamente.
O álbum também recebeu uma boa recepção nos territórios da Ásia e Oceania. No Japão , ele ficou em nono lugar na tabela Oricon, e a Recording Industry Association of Japan (RIAJ) concedeu a duas certificações de platina, pela distribuição de 400,000 cópias. Na Austrália , entrou em 19 de novembro de 1995, na segunda e na próxima edição, alcançou o topo do ranking. O projeto estave no topo de dez durante 10 semanas, enquanto que, no total, 19. As tabelas anuais de 1995 e 1996, realizou as posições 19 e 28, respectivamente. Devido ao seu sucesso naquele país, a associação Australian Recording Industry Association (ARIA) concedeu a ele quatro certificações de platina. Enquanto isso, na Nova Zelândia , alcançou apenas o oitavo lugar e permaneceu na tabela por 13 edições; no entanto, foi premiado com certificação de platina concedido pela Recorded Music NZ (RMNZ), depois de ter vendido mais de 15,000 discos.
O sucesso de Something to Remember continuou nos países da Europa. Tal é o caso da Áustria, Finlândia e Itália, onde alcançou a posição máxima no topo de suas tabelas, na Alemanha , Dinamarca e Hungria, em segundo. No Reino Unido, ficou em terceiro lugar na UK Albums Chart em 18 de novembro, logo atrás Made in Heaven de Queen e (What's the Story) Morning Glory? de Oasis. Passou 12 semanas consecutivas no topo dez, ganhou três certificações de platina pela British Phonographic Industry (BPI) tendo vendido 900,000 cópias. Alcançou a mesma posição também na Suécia, Suíça e na European Top 100 Albums, e em outros países, como a Bélgica ( Flandres e Valónia ) Espanha, França, Irlanda, Noruega e Países Baixos, ficaram entre os vinte primeiros. Something to Remember também recebeu certificações de ouro e platina em vários países europeus, tendo vendido três milhões de unidades no continente até 1997, a Federação Internacional da Indústria Fonográfica (IFPI, na sigla em inglês) o condecorou com três certificações de platina. No total, o álbum vendeu mais de 10 milhões de cópias em todo o mundo. Com o sucesso comercial alcançado, estabeleceu uma tendência de artistas lançarem álbuns de baladas algum tempo depois, como Love Songs de Elton John e If We Fall in Love Tonight de Rod Stewart, ambos lançados um ano após Something to Remember, em de 1996.

### Tabelas semanais
| Tabela musical (1996)               | Melhor posição |
| ----------------------------------- | -------------- |
| África do Sul (RISA)                | 32             |
| Alemanha (GfK Entertainment Charts) | 1              |
| Argentina (CAPIF)                   | 6              |
| Austrália (ARIA Charts)             | 1              |
| Áustria (Ö3 Austria Top 40)         | 1              |
| Bélgica (Ultratop de Flandres)      | 9              |
| Bélgica (Ultratop de Valônia)       | 4              |
| Canadá (RPM Album Chart)            | 2              |
| Dinamarca (Hitlisten)               | 2              |
| Escócia (OCC)                       | 6              |
| Espanha (PROMUSICAE)                | 6              |
| Estados Unidos (Billboard 200)      | 6              |
| Europa (European Top 100 Albums)    | 3              |
| Finlândia (IFPI Finlândia)          | 1              |
| França (SNEP)                       | 6              |
| Hungria (MAHASZ)                    | 2              |
| Irlanda (IRMA)                      | 7              |
| Itália (FIMI)                       | 1              |
| Japão (Oricon)                      | 9              |
| Noruega (VG-lista)                  | 6              |
| Nova Zelândia (Recorded Music NZ)   | 8              |
| Países Baixos (MegaCharts)          | 18             |
| Portugal (AFP)                      | 3              |
| Reino Unido (UK Albums Chart)       | 3              |
| Suécia (Sverigetopplistan)          | 3              |
| Suécia (Schweizer Hitparade)        | 3              |

| Tabela musical (1995)             | Posição |
| --------------------------------- | ------- |
| Austrália (ARIA Albums Charts)    | 19      |
| Bélgica (Ultratop 50 de Flandres) | 62      |
| Bélgica (Ultratop 40 da Valônia)  | 49      |
| Canadá (RPM)                      | 91      |
| Itália (FIMI)                     | 13      |
| Reino Unido (UK Albums Chart)     | 11      |

| Tabela musical (1996)               | Posição |
| ----------------------------------- | ------- |
| Alemanha (GfK Entertainment Charts) | 25      |
| Austrália (ARIA Albums Charts)      | 28      |
| Áustria (Ö3 Austria Top 40)         | 15      |
| Estados Unidos (Billboard 200)      | 36      |
| Japão (Oricon)                      | 99      |
| Países Baixos (MegaCharts)          | 55      |
| Suécia (Sverigetopplistan)          | 22      |
| Reino Unido (UK Albums Chart)       | 64      |

| Região                                                                                             | Certificação | Vendas     |
| -------------------------------------------------------------------------------------------------- | ------------ | ---------- |
| Alemanha (BVMI)                                                                                    | Platina      | 500,000^   |
| Argentina (CAPIF)                                                                                  | Platina      | 60,000^    |
| Austrália (ARIA)                                                                                   | 4× Platina   | 280,000^   |
| Áustria (IFPI Áustria)                                                                             | Platina      | 50,000*    |
| Bélgica (BEA)                                                                                      | Ouro         | 25,000*    |
| Brasil (Pro-Música Brasil)                                                                         | Platina      | 250,000*   |
| Canadá (Music Canada)                                                                              | 2× Platina   | 200,000^   |
| Espanha (PROMUSICAE)                                                                               | Ouro         | 50,000^    |
| Estados Unidos (RIAA)                                                                              | 3× Platina   | 2,281,000  |
| Finlândia (Musiikkituottajat)                                                                      | Ouro         | 93,043^    |
| França (SNEP)                                                                                      | 2× Ouro      | 200,000*   |
| Japão (RIAJ)                                                                                       | 2× Platina   | 400,000^   |
| México (AMPROFON)                                                                                  | Platina      | 250,000^   |
| Nova Zelândia (RMNZ)                                                                               | Platina      | 15,000^    |
| Países Baixos (NVPI)                                                                               | Platina      | 100,000^   |
| Polônia (ZPAV)                                                                                     | Ouro         | 50,000*    |
| Reino Unido (BPI)                                                                                  | 3× Platina   | 900,000^   |
| Suécia (GLF)                                                                                       | Platina      | 100,000^   |
| Suíça (IFPI Suíça)                                                                                 | Platina      | 50,000^    |
| Resumos                                                                                            |              |            |
| Europa (IFPI)                                                                                      | 3× Platina   | 3,000,000* |
| Mundo                                                                                              | —            | 10,000,000 |
| ^distribuições baseadas apenas na certificação *números de vendas baseados somente na certificação |              |            |

## Histórico de lançamento
| Região         | Data                   | Formato      | Gravadora                                 |
| -------------- | ---------------------- | ------------ | ----------------------------------------- |
| França         | 3 de novembro de 1995  | CD, cassette | Maverick Records, Warner Bros. Records    |
| Alemanha       | 3 de novembro de 1995  | CD, cassette | Maverick Records, Warner Bros. Records    |
| Itália         | 3 de novembro de 1995  | CD           | Maverick Records, Warner Bros. Records    |
| Reino Unido    | 6 de novembro de 1995  | CD           | Maverick Records, Warner Bros. Records    |
| Estados Unidos | 7 de novembro de 1995  | CD, cassete  | Maverick Records, Warner Bros. Records    |
| Japão          | 10 de novembro de 1995 | CD           | Maverick Records, Warner Bros. Records    |
| Alemanha       | 27 de setembro de 2013 | vinil        | Rhino Entertainment, Warner Bros. Records |
| Reino Unido    | 30 de setembro de 2013 | vinil        | Rhino Entertainment, Warner Bros. Records |